# Пољска Ржана
Пољска Ржана је насеље Града Пирота у Пиротском округу. Према попису из 2022. има 1.181 становника (према попису из 2002. било је 1349 становника).

## Положај
Пољска Ржана је највеће равничарско село y Горњем Понишављу. У центру села смештени су Задружни дом, истурено одељење Основне школе 8. септембар у Пироту, два спортска терена, за велики и мали фудбал, Споменик палим борцима Првог и Другог светског рата, као и црква Светог Архангела Михаила. Део села од центра према Пироту носи име Доња мала. Део који води од центра према Трњани зове се Горња мала. Део према гробљу је Ченћина мала, а део који води према Држини зове се Соколова мала. Село се проширује новонасељеним домаћинствима из других села, која заузимају леву и десну страну старог друма.
У близини села са јужне стране постоји Алачев пут. Име је добио по томе што је повезивао Пирот и Велики Јовановац, некада Алачев чифлик. Стари пут ка Трњани се зове Мали пут. То је био једини пут ка Трњани, па је због попустљивости терена приликом киша, одлучено да се успостави нови пут, на око 200–300 метара јужно од њега, где је терен био чвршћи (Големи пут).
Кроз атар села Пољске Ржане пролази Главни пут, некада зван Војнички пут. Војнички пут се звао одмах после изградње, јер је грађен за време војевања за војне потребе. Градили су га војска и народ који је кулучио на њему. Звао се Цариградски друм, јер се њиме била успоставила веза са Цариградом, а име аутопута носи од када је асфалтиран 1964. године.

## Историја
По предању, село је првобитно населио угљар који је бежао од Турака и поред Нишаве направио себи колибу.
У списку тимара нахије “Висок и Знепоље" из 1447-1489. године спомиње се село Ржана са 41 домаћинством, 7 удовица и приходом од 2349 акчи (ситан турски новац). По овим подацима није јасно да ли се ради о Пољској Ржани или Височкој Ржани. Споменута је уписана као Аржана и у џелепешком списку из 1576–1577. године са једним домаћинством. И данас неки стари мештани говоре Аржана.
Од оснивача села воде порекло породице Угљареви и Дамњановци. Село је 1858. године имало 30 кућа на десној обали Нишаве. Те године набујала река је однела један крај насеља са кућама, стајама и амбарима. То је принудиило мештане да се преселе на леву обалу реке. Станиште су напустили, али назив Селиште је остао. Постоји верзија да су село основали неки људи из Височке Ржане, који су отуда побегли од злостављања тамошњег субаше.

### Називи фамилија
Фамилије у селу су: Стојини, Ацини, Мадини, Желескови, Дурузови, Брбини, Манини, Тићини, Тошћини, Тацини, Мишини,
Ћосинци, Џунћини, Бабаминини, Кокозови, Тотини, Ченћини, Ђерини, Бубулејини, Комендини, Вузини, Миладинови, Војинови, Белини, Цолини, Цонћини, Тувегџије, Соколови, Гулини, Вирћини, Џарџини, Мааџини, Цоцинци, Буруклије, Чородејини, Нешини, Виденови, Гацини, Пајкокхини, Мезинци, Голубареви, Гоцини, Колчини, Бецини, Јончини.

## Демографија
У насељу Пољска Ржана живи 1094 пунолетна становника, а просечна старост становништва износи 40,3 година (39,8 код мушкараца и 40,8 код жена). У насељу има 400 домаћинстава, а просечан број чланова по домаћинству је 3,37.
Ово насеље је великим делом насељено Србима (према попису из 2002. године), а у последња три пописа, примећен је пораст у броју становника.
|  |

| Демографија | Демографија | Демографија |
| Година      | Становника  | Становника  |
| ----------- | ----------- | ----------- |
| 1948.       | 976         |             |
| 1953.       | 959         |             |
| 1961.       | 909         |             |
| 1971.       | 946         |             |
| 1981.       | 1.114       |             |
| 1991.       | 1.306       | 1.301       |
| 2002.       | 1.349       | 1.357       |

| Етнички састав према попису из 2002.‍ | Етнички састав према попису из 2002.‍ | Етнички састав према попису из 2002.‍ | Етнички састав према попису из 2002.‍ | Етнички састав према попису из 2002.‍ |
| ------------------------------------ | ------------------------------------ | ------------------------------------ | ------------------------------------ | ------------------------------------ |
|                                      |                                      |                                      |                                      |                                      |
| Срби                                 | Срби                                 |                                      | 1.261                                | 93,47%                               |
| Бугари                               | Бугари                               |                                      | 29                                   | 2,14%                                |
| Југословени                          | Југословени                          |                                      | 12                                   | 0,88%                                |
| Хрвати                               | Хрвати                               |                                      | 1                                    | 0,07%                                |
| Руси                                 | Руси                                 |                                      | 1                                    | 0,07%                                |
| непознато                            | непознато                            |                                      | 44                                   | 3,26%                                |

| Година пописа     | 1948. | 1953. | 1961. | 1971. | 1981. | 1991. | 2002. |
| ----------------- | ----- | ----- | ----- | ----- | ----- | ----- | ----- |
| Број домаћинстава | 171   | 181   | 200   | 247   | 315   | 375   | 400   |

| Број чланова      | 1  | 2  | 3  | 4  | 5  | 6  | 7  | 8 | 9 | 10 и више | Просек |
| ----------------- | -- | -- | -- | -- | -- | -- | -- | - | - | --------- | ------ |
| Број домаћинстава | 53 | 90 | 78 | 93 | 39 | 28 | 10 | 6 | 2 | 1         | 3,37   |

| Пол    | Укупно | Неожењен/Неудата | Ожењен/Удата | Удовац/Удовица | Разведен/Разведена | Непознато |
| ------ | ------ | ---------------- | ------------ | -------------- | ------------------ | --------- |
| Мушки  | 591    | 150              | 380          | 48             | 13                 | 0         |
| Женски | 555    | 91               | 383          | 71             | 9                  | 1         |
| УКУПНО | 1.146  | 241              | 763          | 119            | 22                 | 1         |

| Пол    | Укупно                    | Пољопривреда, лов и шумарство | Рибарство                            | Вађење руде и камена | Прерађивачка индустрија       |
| ------ | ------------------------- | ----------------------------- | ------------------------------------ | -------------------- | ----------------------------- |
| Мушки  | 287                       | 29                            | 0                                    | 0                    | 129                           |
| Женски | 166                       | 24                            | 0                                    | 0                    | 84                            |
| УКУПНО | 453                       | 53                            | 0                                    | 0                    | 213                           |
| Пол    | Производња и снабдевање   | Грађевинарство                | Трговина                             | Хотели и ресторани   | Саобраћај, складиштење и везе |
| Мушки  | 1                         | 45                            | 22                                   | 7                    | 12                            |
| Женски | 1                         | 2                             | 15                                   | 2                    | 0                             |
| УКУПНО | 2                         | 47                            | 37                                   | 9                    | 12                            |
| Пол    | Финансијско посредовање   | Некретнине                    | Државна управа и одбрана             | Образовање           | Здравствени и социјални рад   |
| Мушки  | 2                         | 1                             | 10                                   | 3                    | 8                             |
| Женски | 0                         | 3                             | 2                                    | 3                    | 19                            |
| УКУПНО | 2                         | 4                             | 12                                   | 6                    | 27                            |
| Пол    | Остале услужне активности | Приватна домаћинства          | Екстериторијалне организације и тела | Непознато            | Непознато                     |
| Мушки  | 5                         | 0                             | 0                                    | 13                   | 13                            |
| Женски | 1                         | 0                             | 0                                    | 10                   | 10                            |
| УКУПНО | 6                         | 0                             | 0                                    | 23                   | 23                            |

## Галерија 2021. године
- Црква
- Улица поред цркве
- Кућа са муралом
- Игралиште
- Улица